# Старо-Муринская улица
Ста́ро-Му́ринская улица — улица в Калининском районе Санкт-Петербурга, проходит от проспекта Непокорённых до улицы Фаворского между параллельными ей Старцевой улицей, Гражданским проспектом и улицей Бутлерова.

## История

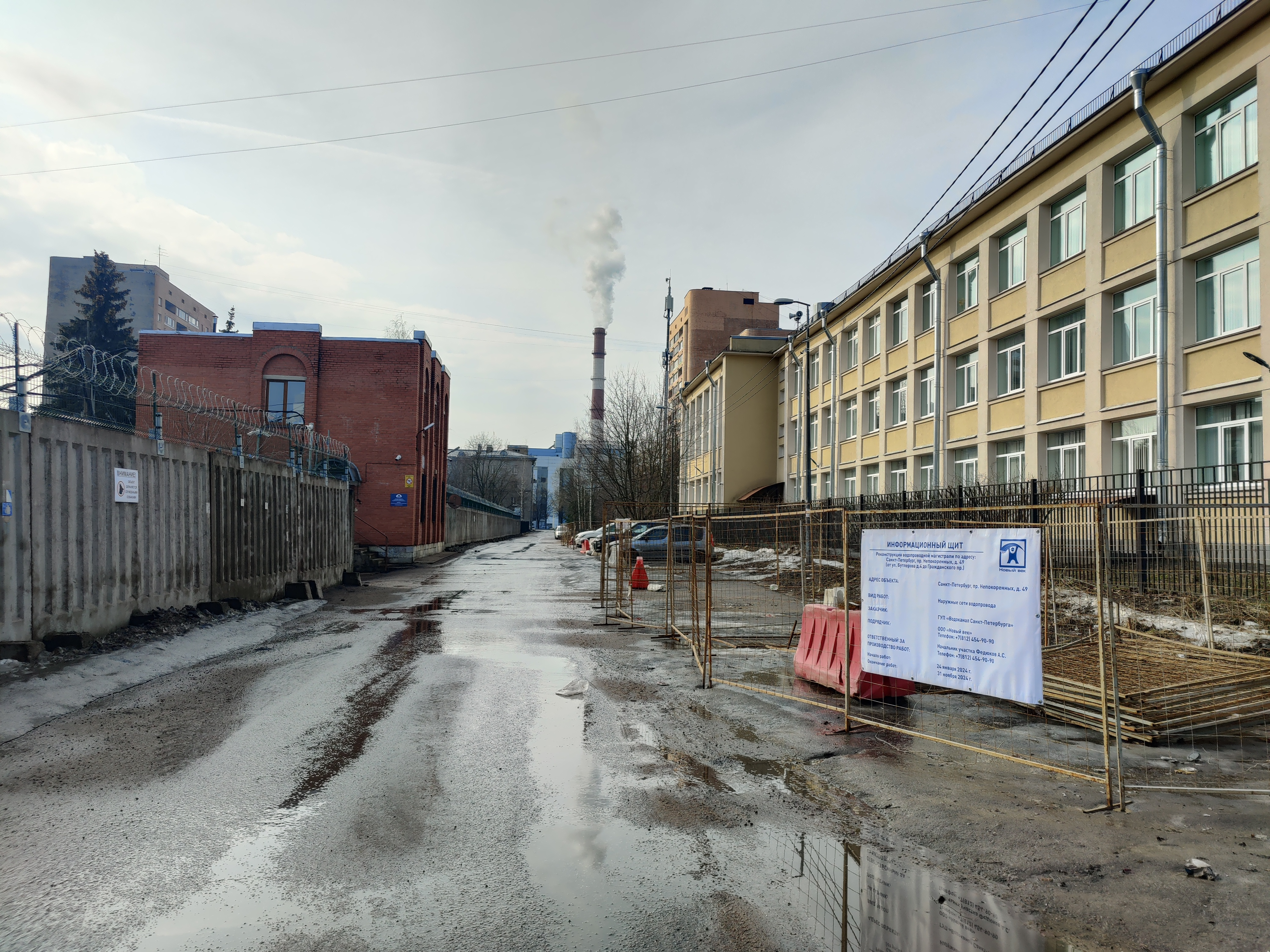
Вид в сторону проспекта Непокорённых

Старо-Муринская улица проходит по небольшому участку Старой Муринской дороги, которая вела в XIX веке от набережной Невы через Муринскую улицу (ныне улица Ватутина), район появившейся в середине века Артиллерийской лаборатории, Большую Кушелевку и примерно по трассе нынешнего Гражданского проспекта к деревне Мурино.
Название Старо-Муринская улица фиксируется не позднее 1911 года в путеводителе Суворина. Тогда она брала начало южнее Большой Спасской улицы (нынешнего проспекта Непокорённых) недалеко от северо-западного края Богословского кладбища, пересекала её и шла дальше на север до Владимирской улицы (ныне не существующей), не доходя до современной улицы Фаворского. Такая же трассировка отмечена и верстовой военно-топографической карте Петербургской губернии 1892 года.
Начиная примерно с начала 1930-х (судя по Новой карте Ленинграда Леноблисполкома и Ленсовета 1933 г.) улица начиналась от юго-западного угла кладбища, шла по его западной границе, пересекала Соединительную ветку железной дороги и продолжалась по старому маршруту.
В 1963—1966 годах происходила застройка квартала между современными улицами Бутлерова и Фаворского и проспектами Гражданским и Непокорённых, сопровождавшаяся сносом деревянных домов и перепланировкой этого квартала. При этом часть Старо-Муринской улицы к югу от проспекта Непокорённых была ликвидирована, а северная её часть продлена по прямой до нынешней ул. Фаворского. Название Старо-Муринская улица было упразднено в мае 1965 года, после чего она в течение 34 лет была безымянным внутриквартальным проездом.
Историческое название возвращено Старо-Муринской улице 7 июля 1999 года.

## Пересечения
- проспект Непокорённых
- улица Фаворского

## Здания и сооружения
- Специальная (коррекционная) общеобразовательная школа-интернат № 9 (проспект Непокорённых, 44 корп. 2 — Старцева улица, дом 7). Расположена между Старо-Муринской и Старцевой улицами. Все дети, обучающиеся в школе-интернате, являются инвалидами детства[3]. В 1960—1970-х гг. этот интернат специализировался на больных полиомиелитом.
- Повысительная насосная станция III подъёма «Кушелевская» «Водоканала» (пр. Непокорённых, 46а). Расположена между Старо-Муринской улицей и улицей Бутлерова. Первое машинное отделение построено в 1953, второе — в 1968 гг[4].